# Aspilatopsis unilineata
Aspilatopsis unilineata là một loài bướm đêm trong họ Geometridae.